# Кальбах (Рейнланд-Пфальц)
Кальбах (нім. Callbach) — громада в Німеччині, розташована в землі Рейнланд-Пфальц. Входить до складу району Бад-Кройцнах. Складова частина об'єднання громад Майзенгайм.
Площа — 5,39 км2. Населення становить 338 ос. (станом на 31 грудня 2020).

## Галерея

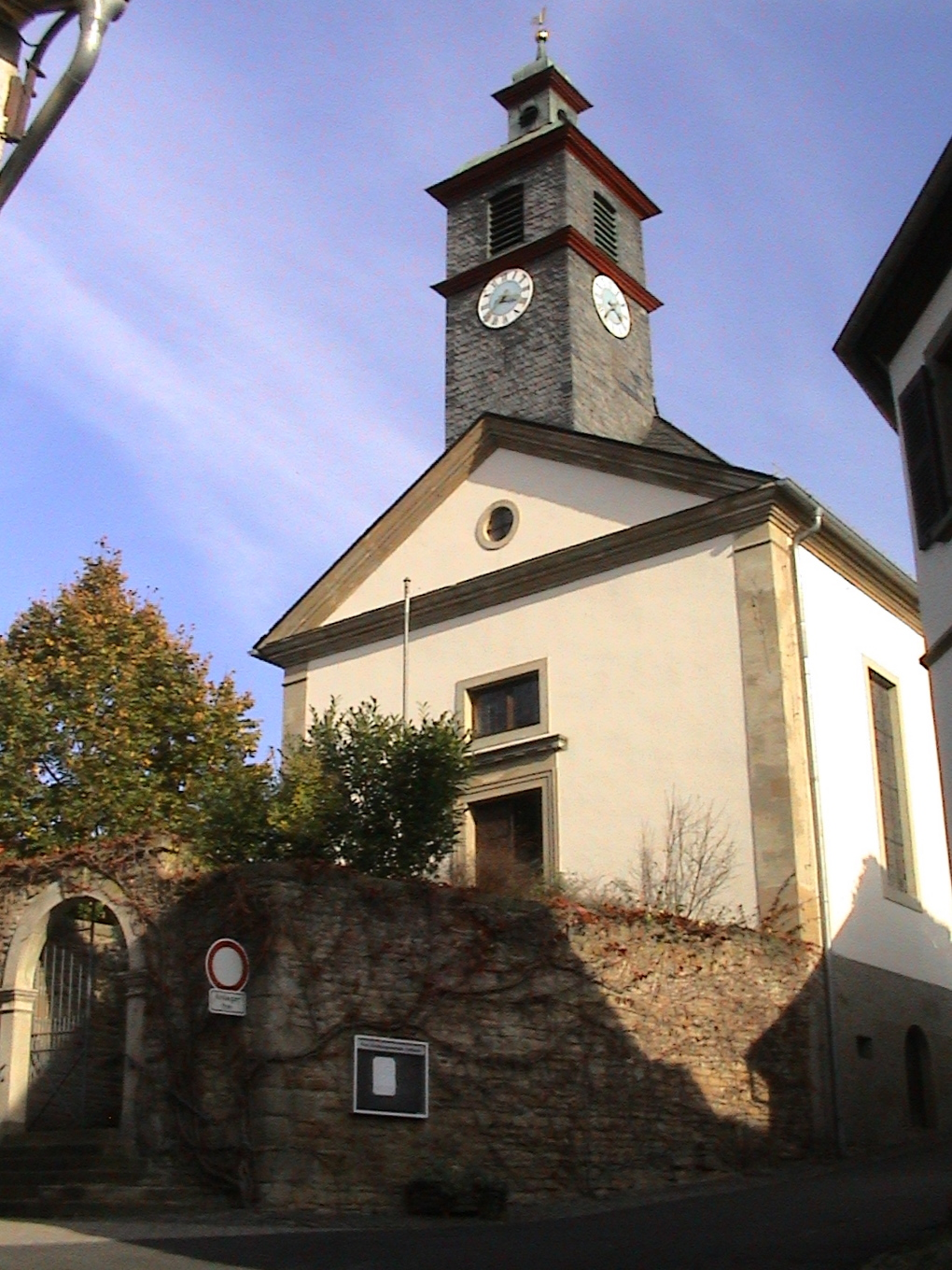